# 林遼太
林遼太（Ryota Hayashi，1995年4月10日—），日本足球運動員，司職中後衛，現效力香港超級足球聯賽球隊標準流浪。

## 球員生涯
林遼太於法政大学畢業後，曾在柬埔寨吳哥老虎落班。2021年轉會至斯里蘭卡海軍海鷹。同年11月，林遼太加盟港超聯球隊標準流浪，11月9日完成14天強制檢疫並投入球隊訓練。2021年11月20日，標準流浪在香港菁英盃迎戰晉峰首次上陣。

## 榮譽
標準流浪
- 香港菁英盃冠軍（2023–24季度）

## 外部連結
- Soccerway資料庫：林遼太
- 林遼太 （页面存档备份，存于） - transfermarkt